# Relevanzbaumanalyse
Bei der Relevanzbaumanalyse handelt es sich um eine Kreativitätstechnik (diskursive Methode) zur Generierung von Problemlösungen. Sie ist ein Verfahren, bei dem ein bestimmter Endzustand in die einzelnen Entscheidungen, die zu diesem Zustand führten, zerlegt und die verschiedenen Schritte retrograd analysiert werden. Verwendet wird diese Methode um komplexe Sachverhalte vollständig und übersichtlich zu beschreiben und gezielt in einzelne Elemente aufzugliedern.

## Definition
Analytisch, systematische Strukturierung zur Bestimmung der Relevanz eines Beitrages für das Gesamtziel.

## Zweck
Die Relevanzbaumanalyse ermöglicht die Identifizierung von verschiedenen Aspekten eines Problems oder einer Aufgabe und trägt dadurch zum besseren Verständnis bei.
Sie ist deshalb besonders für Probleme mit großer Komplexität geeignet, weil sie einen Gesamtüberblick verschafft.

## Vorgehen
Ausgangspunkt der Technik ist der Relevanzbaum. Ein Relevanzbaum wird erstellt, um mögliche Lösungen für verschiedene Aufgaben und/oder Probleme zu finden, aber auch um zukunftsrelevante Entwicklungsmöglichkeiten aufzudecken.
Zuerst wird das zu untersuchende Gebiet (Untersuchungsobjekt) sorgfältig abgegrenzt und definiert. Danach werden die Beurteilungskriterien festgelegt. Anschließend kommt es zur Auflistung verschiedener Merkmale und deren Klassifikation nach über- und untergeordneten Gesichtspunkten für das Problem. Diese Merkmale werden nach ihrer Relevanz für das Gesamtergebnis hierarchisch geordnet und untereinander gewichtet. Die Merkmale und Kriterien werden graphisch in einer Baumstruktur dargestellt. Abschließend wird der Relevanzbaum ausgewertet und die verschiedenen Entscheidungsschritte werden analysiert. Aus den Ergebnissen können Strategien für zukünftige Entscheidungen abgeleitet werden. Als alternative Kreativitätstechniken zur Findung von Problemlösungen kann auch die Progressive Abstraktion, ein Morphologischer Kasten oder ein Ursache-Wirkungs-Diagramm verwendet werden.

## Vorteile
Die Klassifikation der Merkmale ist sachlich begründet und wird nicht arithmetisch oder statistisch ermittelt. Richtig angewandt führt das Verfahren zu einer großen Anzahl von Lösungsmöglichkeiten, vor allem zu kreativen Lösungen. Die Anwendung ist sehr einfach und ein Relevanzbaum kann in kürzester Zeit erstellt werden.

## Nachteile
Bei dem Verfahren kommt es zur Zerlegung der Realität in Einzelteile und Einzelfaktoren. Die Zahlen der Verzweigungen im Relevanzbaum stellen Wertungen dar und sind somit beeinflusst. Problematisch ist auch die Auswahl und Klassifikation der Merkmale, da diese normativ ist und somit die gesamte Technik nicht ohne Willkür auskommt.

## Beispiele
Die Relevanzbaumanalyse kann zum Beispiel angewendet werden, um Unternehmensziele zu verfeinern und in Teilziele aufzuspalten, oder man benutzt sie zur Ableitung von Unternehmensstrategien und Aufspaltungen in wichtige und unwichtigere Schritte.
Des Weiteren dient die Relevanzbaumanalyse der systematischen Problemspezifizierung und hilft beim Erkennen von Gefahren und Chancen. Dadurch trägt das Verfahren zur konkreten Planung für die Zukunft eines Unternehmens bei.